# テキサスリーグ
テキサスリーグ（Texas League）は、アメリカ合衆国の中部・南部で展開するマイナーリーグ（MiLB）のプロ野球リーグ。メジャーリーグ（MLB）の2つ下のAA級に属する。

## 歴史
1902年設立。北と南の二つの地区に分かれて試合を行っている。
2020年シーズンは、新型コロナウイルスの感染拡大の影響で開催中止となった。
2021年シーズン開幕前行われたマイナーリーグの改編に伴い、リーグ名は「ダブルAセントラル」（Double-A Central）に変更となった。
2022年よりリーグ名が元の「テキサスリーグ」に戻された。

## 所属チーム
2022年
| 地区   | チーム                                                               | MLB提携チーム                  | 本拠地                                                                  |
| ------ | -------------------------------------------------------------------- | ------------------------------ | ----------------------------------------------------------------------- |
| 北地区 | アーカンソー・トラベラーズ Arkansas Travelers                        | シアトル・マリナーズ           | アーカンソー州プラスキ郡リトルロック ディッキー・スティーブンズ・パーク |
| 北地区 | ノースウエストアーカンソー・ナチュラルズ Northwest Arkansas Naturals | カンザスシティ・ロイヤルズ     | アーカンソー州ベントン郡スプリングデール アーベスト・ボールパーク       |
| 北地区 | スプリングフィールド・カージナルス Springfield Cardinals             | セントルイス・カージナルス     | ミズーリ州グリーン郡スプリングフィールド ハモンズ・フィールド           |
| 北地区 | タルサ・ドリラーズ Tulsa Drillers                                    | ロサンゼルス・ドジャース       | オクラホマ州タルサ郡タルサ オネオック・フィールド                       |
| 北地区 | ウィチタ・ウィンドサージ Wichita Wind Surge                          | ミネソタ・ツインズ             | カンザス州セジウィック郡ウィチタ リバーフロント・スタジアム             |
| 南地区 | アマリロ・ソッドプードルズ Amarillo Sod Poodles                      | アリゾナ・ダイヤモンドバックス | テキサス州ポッター郡アマリロ ホッジタウン                               |
| 南地区 | コーパスクリスティ・フックス Corpus Christi Hooks                    | ヒューストン・アストロズ       | テキサス州アランサス郡コーパスクリスティ ワッタバーガー・フィールド     |
| 南地区 | フリスコ・ラフライダーズ Frisco RoughRiders                          | テキサス・レンジャーズ         | テキサス州コリン郡フリスコ ドクターペッパー・ボールパーク               |
| 南地区 | ミッドランド・ロックハウンズ Midland RockHounds                      | オークランド・アスレチックス   | テキサス州ミッドランド郡ミッドランド モメンタムバンク・ボールパーク     |
| 南地区 | サンアントニオ・ミッションズ San Antonio Missions                    | サンディエゴ・パドレス         | テキサス州ベア郡サンアントニオ ネルソン・W・ウルフ市営スタジアム        |